# 卜部功也
卜部 功也（うらべ こうや、1990年6月8日 - ）は、日本の男性キックボクサー。千葉県茂原市出身。K-1 GYM SAGAMI-ONO KREST 所属。元K-1 WORLD GPライト級王者。元K-1 WORLD GPスーパーフェザー級王者。元ISKA K-1世界ライト級王者。K-1 WORLD GP世界2階級制覇王者。
実兄はキックボクサーの卜部弘嵩。兄嫁（弘嵩の妻）はファッションモデルの高橋ユウ。日本人の父親とフィリピン人の母親を持つハーフ。生来右利きのコンバーテッドサウスポー。
2020年2月に目黒区祐天寺にてALONZA FITNESS&KICKBOXING をオープン。

## 来歴
小学校1年生の時に兄・弘嵩の影響で芦原空手を始め、中学3年生時にやはり兄・弘嵩の影響でグローブ空手を始めた。
2007年4月1日、日本アマチュアキックボクシング連盟主催「BRAVE-3」に出場。村上和也に判定2-0勝ち、佐野博昭に判定2-0勝ち。
2007年11月23日、第98回新空手道交流大会「K-2トーナメント」軽中量級に出場。決勝で宮田隼児に敗れ、準優勝となった。
2008年5月3日、「K-2 GRAND PRIX 第19回全日本新空手道選手権大会」軽中量級に出場。初戦敗退。
2008年7月21日、「K-1甲子園2008 関東地区代表決定戦」に出場。決定戦で佐々木大蔵に判定勝ちし、優勝。K-1甲子園出場を決めた。
2008年8月29日、K-1甲子園 KING OF UNDER 18 〜FINAL16〜のK-1甲子園1回戦で西日本地区予選3位の林恭平と対戦し、判定勝ち。
2008年10月1日、K-1 WORLD MAX 2008 FINALのK-1甲子園準々決勝で坪井悠介と対戦し、タオル投入によるTKO勝ち。
2008年12月31日、Dynamite!! 〜勇気のチカラ2008〜のK-1甲子園準決勝で日下部竜也にドクターストップ勝ち、続く決勝でHIROYAに判定負けし、準優勝となった。
2009年3月、高校を卒業。10月より親元を離れ兄・弘嵩と2人暮らしを始め、所属先もチームドラゴンに変更した。
2009年3月14日、Krush.2でプロデビュー。石井振一郎と対戦し、TKO勝ち。
2009年5月17日、Krush.3で瀧谷渉太と対戦し、3-0の判定勝ち。
2009年8月10日、K-1甲子園 〜FINAL 16で谷山俊樹と対戦し、3-0の判定勝ち。
2010年5月2日、K-1 WORLD MAX 2010 〜-63kg Japan Tournament 1st Round〜で大石駿介と対戦し、3-0の判定勝ち。
2010年7月5日、K-1 WORLD MAX 2010 〜-63kg Japan Tournament FINAL〜の第2リザーブファイトで"狂拳"竹内裕二と対戦し、3-0の判定勝ち。
2010年9月20日、Krush.10でK-1 WORLD MAX 2010 -63kg Japan Tournament王者の大和哲也と対戦し、3-0の判定勝ち。
2011年1月9日、Krush初代王座決定トーナメント ～Round.2～で、韓国格闘技協会ウェルター級王者のイ・ソンヒョンと対戦し、延長の末3-0の判定勝ち。
2011年4月30日、Krush初代王座決定トーナメント ～Triple Final Round～の－63kg初代王座決定トーナメント準決勝で、白濱卓哉と対戦し、1Rにダウンを奪い3-0の判定勝ち。続く決勝戦では、同門でWFCA世界ライト級王者梶原龍児と対戦し、2Rにダウンを奪われ0-2の判定負けを喫した。プロ転向後初黒星となり、兄弟揃っての王者奪取はならなかった。
2011年6月25日、K-1 WORLD MAX 2011 -63kg Japan TournamentのK-1 WORLD MAX 2011 -63kg Japanトーナメント1回戦で、RISE2階級王者・裕樹と対戦し、2Rに右バックハンドブローでダウンを奪い2-0の判定勝ち、準決勝で前年度王者大和哲也に3-0の判定勝ち、決勝で前年度準優勝者久保優太に1回戦で痛めた足にしつこくローキックをもらい健闘するも0-3の判定負けを喫し準優勝に終わった。1回戦で対戦した裕樹は「チャンピオンの素質をもったファイター」と卜部を称えたが、チームドラゴン会長前田憲作からは精神面の弱さを指摘され「(決勝戦)勝てた試合だった」と厳しいものだった。
2011年10月10日、Krush YOUTH GP 2011のトーナメント1回戦で大滝裕太と対戦し終始テクニックで翻弄して3-0の判定勝ち、2回戦で牧平圭太と対戦し徹底したボディ攻撃で攻め続け3-0の判定勝ちを収めた。
2011年12月9日、Krush YOUTH GP 2011のトーナメント準決勝で高橋幸光と対戦し1Rからパンチでペースを掴み後半ローキックに苦しめられるも3-0の判定勝ち、決勝戦で野杁正明と対戦し1R終了間近に左跳びヒザ蹴りでKO負けを喫し、準優勝に終わった。
2012年3月17日、Krush.17で才賀紀左衛門と対戦し、2-0の判定勝ち。
2012年9月9日、Krush YOUTH GP 2012 -63kg級トーナメントに出場。1回戦で園田顕悟と対戦し、左ボディストレートで2RKO勝ち。準決勝で山口裕人と対戦し、3-0の判定勝ち。
2012年11月10日、Krush YOUTH GP 2012 -63kg級トーナメントの決勝戦で東本央貴と対戦し、右飛びヒザ蹴りでKO勝ち。Krush YOUTH GP 2012 -63kg級トーナメント優勝を飾る。
2013年6月16日、Krush.29のISKA K-1世界ライト級（-61kg）王座決定トーナメント準決勝で大沢文也と対戦し、3-0の判定勝ち。決勝戦でグザヴィエ・バスターにTKO勝ちして、ISKA世界王座の獲得に成功した。
2013年12月14日、Krush.35で宮越慶二郎と再戦し、2-0の判定勝ち。前回対戦で敗戦したリベンジを果たす。
2014年5月1日、フランス・ゲレで開催されたBEST OF FIGHTでISKA K-1世界ライト級（-61kg）王座の防衛戦でイェトキン・オズクルと対戦し、3-0の判定勝ち。初防衛に成功。
2014年11月22日、フランス・マルセイユで開催されたLA NUIT DES CHAMPIONSでカリム・ベノーイと対戦し、5R1-2の判定負け。

### K-1 WORLD GPスーパーフェザー級王座獲得
2015年1月18日、K-1 WORLD GP 2015 -60kg級初代王座決定トーナメントに出場、1回戦でデニス・ピューリックと対戦し、ヒザ蹴りでTKO勝ち。準決勝で山本真弘に左ローキックでKO勝ちすると、決勝戦で卜部弘嵩に3-0の判定勝ちを収め、K-1 WORLD GP -60kg級初代王座の獲得に成功した。
2015年8月28日、中国・敦煌市の鳴沙山月牙泉野外特設会場でカン・エンと対戦し、3-0の判定勝ち。
2015年11月21日、K-1 WORLD GP 2015 IN JAPAN ～THE CHAMPIONSHIP～のK-1 WORLD GP -60kg級王座防衛戦で兄の卜部弘嵩と対戦し、右飛びヒザ蹴りでKO負けを喫し、初防衛に失敗。
2016年4月24日、K-1 WORLD GP 2016 -60kg日本代表決定トーナメントに出場、1回戦で皇治と対戦し、3-0の判定勝ち。準決勝で島野浩太朗に左ローキックでKO勝ちするも、決勝戦で大雅に0-3の判定負けを喫した。
2016年9月19日、K-1 WORLD GP 2016 スーパー・フェザー級（-60kg）世界最強決定トーナメントに出場、1回戦でカリム・ベノーイに3-0の判定勝ちで、2年前のリベンジを果たす。続く準決勝でパウロ・テバウに左ストレートでKO勝ち。決勝戦では大雅と対戦し、開始早々立て続けに2度ダウンを奪うと最後は左ストレートで大雅をキャンバスへ沈め、試合時間わずか1分31秒の圧勝で、日本代表決定トーナメント決勝戦のリベンジを果たすとともに、K-1 WORLD GP 2016 スーパー・フェザー級世界最強決定トーナメント優勝を飾った。
2017年2月25日、K-1 WORLD GP 初代ライト級（-62.5kg）王座決定トーナメントに出場、1回戦でタイのゴンナパー・ウィラサクレックと対戦し、序盤からの激しいパンチの打ち合いで上回り試合の主導権を握るが、2ラウンド終盤に左ハイキックでダウンを喫して逆転されると、3ラウンドもタフなゴンナパーを捉えきれず判定負けに終わる。
2017年11月23日、K-1 WORLD GP 2017 JAPAN ～初代ヘビー級王座決定トーナメント～にて初代ライト級王座決定トーナメント3位のクリスチャン・スペトゥクと対戦し、巧みなボディワークでスペトゥクにパンチを当てさせず空転させ完封、2Rに左ストレートでダウンも奪いフルマークの判定勝ちを収めた。

### K-1 WORLD GPライト級王座獲得
2018年3月21日、K-1 WORLD GP 2018 JAPAN ～K'FESTA.1～で、対戦相手のK-1 WORLD GPライト級王者ウェイ・ルイが計量で規定体重を700gオーバー。ウェイにペナルティとしてファイトマネーの20％没収及び、減点1と10オンスグローブ着用のハンデが与えられての試合となり、卜部が左ストレートで2R1分15秒KO勝利を収め、K-1 WORLD GPライト級王座を獲得。K-1 WORLD GP王座2階級制覇を達成した。
2019年3月10日、K-1 WORLD GP 2019 JAPAN ～K'FESTA.2～のK-1 WORLD GPライト級タイトルマッチで挑戦者の林健太と対戦し、判定負けを喫し王座から陥落した。
2019年7月21日、Krush.103の日本vs中国・7対7全面対抗戦・大将戦でジュ―・シュアイと対戦し、カウンターの右フックでKO負けを喫した。
2021年7月17日、K-1 WORLD GP 2021 JAPANで大沢文也と対戦し、3-0の判定勝ちを収めた。
2024年3月20日、K-1 WORLD MAXで鈴木勇人と対戦し、0-3の判定負け。
2024年6月8日、現役引退を発表。

## 戦績

### プロキックボクシング
| キックボクシング 戦績 | キックボクシング 戦績 | キックボクシング 戦績 | キックボクシング 戦績 | キックボクシング 戦績 | キックボクシング 戦績 | キックボクシング 戦績 |
| --------------------- | --------------------- | --------------------- | --------------------- | --------------------- | --------------------- | --------------------- |
| 62 試合               | (T)KO                 | 判定                  | その他                | 引き分け              | 無効試合              |                       |
| 52 勝                 | 13                    | 39                    | 0                     | 0                     | 0                     |                       |
| 10 敗                 | 3                     | 6                     | 1                     | 0                     | 0                     |                       |

| 勝敗 | 対戦相手                     | 試合結果                                   | 大会名 | 開催年月日     |
| ×    | 鈴木勇人                     | 3R終了 判定0-3                             | K-1 WORLD MAX | 2024年3月20日  |
| ○    | 大沢文也                     | 3R終了 判定3-0                             | K-1 WORLD GP 2021 JAPAN ～K-1ライト級タイトルマッチ～                                                                                                | 2021年7月17日  |
| ○    | 蓮實光                       | 3R終了 判定3-0                             | K-1 WORLD GP 2021 JAPAN ～K’FESTA.4 Day.1～ | 2021年3月21日  |
| ○    | 篠原悠人                     | 3R+延長1R終了 判定3-0                      | K-1 WORLD GP 2020 JAPAN ～K-1秋の大阪決戦～ | 2020年9月22日  |
| ×    | ジュ―・シュアイ              | 1R 0:55 KO（右フック）                     | Krush.103 | 2019年7月21日  |
| ×    | 林健太                       | 3R+延長1R終了 判定0-3                      | K-1 WORLD GP 2019 JAPAN ～K'FESTA.2～ 【K-1 WORLD GPライト級タイトルマッチ】                                                                         | 2019年3月10日  |
| ○    | ブラックドラゴン             | 2R 0:46 KO（左膝蹴り）                     | K-1 WORLD GP 2018 JAPAN ～第2代フェザー級王座決定トーナメント～                                                                                      | 2018年6月17日  |
| ○    | ウェイ・ルイ                 | 2R 1:15 KO（左ストレート）                 | K-1 WORLD GP 2018 JAPAN ～K'FESTA.1～ 【K-1 WORLD GPライト級タイトルマッチ】                                                                         | 2018年3月21日  |
| ○    | クリスチャン・スペトゥク     | 3R終了 判定3-0                             | K-1 WORLD GP 2017 JAPAN ～初代ヘビー級王座決定トーナメント～                                                                                         | 2017年11月23日 |
| ○    | ヤニック・レーヌ             | 3R終了 判定3-0                             | Krush.80 | 2017年9月8日   |
| ×    | ゴンナパー・ウィラサクレック | 3R終了 判定0-3                             | K-1 WORLD GP 2017 JAPAN ～初代ライト級王座決定トーナメント～ 【K-1 WORLD GP 初代ライト級王座決定トーナメント1回戦】                                  | 2017年2月25日  |
| ○    | 大雅                         | 1R 1:31 KO（左ストレート）                 | K-1 WORLD GP 2016 IN JAPAN ～スーパー・フェザー級世界最強決定トーナメント～ 【K-1 WORLD GP 2016 スーパー・フェザー級世界最強決定トーナメント決勝戦】 | 2016年9月19日  |
| ○    | パウロ・テバウ               | 2R 0:58 KO（左ストレート）                 | K-1 WORLD GP 2016 IN JAPAN ～スーパー・フェザー級世界最強決定トーナメント～ 【K-1 WORLD GP 2016 スーパー・フェザー級世界最強決定トーナメント準決勝】 | 2016年9月19日  |
| ○    | カリム・ベノーイ             | 3R終了 判定3-0                             | K-1 WORLD GP 2016 IN JAPAN ～スーパー・フェザー級世界最強決定トーナメント～ 【K-1 WORLD GP 2016 スーパー・フェザー級世界最強決定トーナメント1回戦】  | 2016年9月19日  |
| ×    | 大雅                         | 3R終了 判定0-3                             | K-1 WORLD GP 2016 IN JAPAN ～-60kg日本代表決定トーナメント～ 【K-1 WORLD GP 2016 -60kg日本代表決定トーナメント決勝戦】                               | 2016年4月24日  |
| ○    | 島野浩太朗                   | 2R 0:51 KO（左ローキック）                 | K-1 WORLD GP 2016 IN JAPAN ～-60kg日本代表決定トーナメント～ 【K-1 WORLD GP 2016 -60kg日本代表決定トーナメント準決勝】                               | 2016年4月24日  |
| ○    | 皇治                         | 3R終了 判定3-0                             | K-1 WORLD GP 2016 IN JAPAN ～-60kg日本代表決定トーナメント～ 【K-1 WORLD GP 2016 -60kg日本代表決定トーナメント1回戦】                                | 2016年4月24日  |
| ○    | サイボーグ・ワラス           | 3R終了 判定3-0                             | Krush.63 | 2016年2月5日   |
| ×    | 卜部弘嵩                     | 3R 2:14 KO（右飛びヒザ蹴り）               | K-1 WORLD GP 2015 IN JAPAN ～THE CHAMPIONSHIP～ 【K-1 WORLD GP -60kg級タイトルマッチ】                                                               | 2015年11月21日 |
| ○    | カン・エン                   | 3R終了 判定3-0                             | 英雄伝説アジアチャンピオンリーグ総決戦 in 敦煌 | 2015年8月28日  |
| ○    | コンスタンティン・トリシン   | 3R終了 判定3-0                             | K-1 WORLD GP 2015 ～-70kg初代王座決定トーナメント～                                                                                                  | 2015年7月4日   |
| ○    | ハビエル・エルナンデス       | 3R終了 判定3-0                             | K-1 WORLD GP 2015 ～-55kg初代王座決定トーナメント～                                                                                                  | 2015年4月19日  |
| ○    | 卜部弘嵩                     | 3R終了 判定3-0                             | K-1 WORLD GP 2015 ～-60kg初代王座決定トーナメント～ 【K-1 WORLD GP -60kg級初代王座決定トーナメント決勝戦】                                           | 2015年1月18日  |
| ○    | 山本真弘                     | 1R 2:44 KO（左ローキック）                 | K-1 WORLD GP 2015 ～-60kg初代王座決定トーナメント～ 【K-1 WORLD GP -60kg級初代王座決定トーナメント準決勝】                                           | 2015年1月18日  |
| ○    | デニス・ピューリック         | 1R 2:05 TKO（ヒザ蹴り）                    | K-1 WORLD GP 2015 ～-60kg初代王座決定トーナメント～ 【K-1 WORLD GP -60kg級初代王座決定トーナメント1回戦】                                            | 2015年1月18日  |
| ×    | カリム・ベノーイ             | 5R終了 判定1-2                             | LA NUIT DES CHAMPIONS | 2014年11月22日 |
| ○    | ヤン・グィシャン             | 3R終了 判定3-0                             | Krush.46 | 2014年10月5日  |
| ○    | 翔・センチャイジム           | 3R 2:50 TKO（左ハイキック）                | Krush.44 | 2014年8月9日   |
| ○    | イェトキン・オズクル         | 3R終了 判定3-0                             | BEST OF FIGHT 【ISKA K-1世界ライト級タイトルマッチ】                                                                                                 | 2014年5月1日   |
| ○    | ヒシャム・ムジタヒド         | 3R終了 判定3-0                             | Krush.39 | 2014年3月8日   |
| ○    | 宮越慶二郎                   | 3R終了 判定2-0                             | Krush.35 | 2013年12月14日 |
| ○    | 木村充                       | 3R終了 判定3-0                             | Bigbang～統一への道～其の十四 | 2013年9月1日   |
| ○    | グザヴィエ・バスター         | 2R 0:30 TKO（まぶたのカット）              | Krush.29 【ISKA K-1世界ライト級王座決定トーナメント決勝戦】                                                                                          | 2013年6月16日  |
| ○    | 大沢文也                     | 3R終了 判定3-0                             | Krush.29 【ISKA K-1世界ライト級王座決定トーナメント準決勝】                                                                                          | 2013年6月16日  |
| ×    | 大沢文也                     | 1R 1:24 反則（レフェリーブレイク後の攻撃） | Krush.27 | 2013年3月20日  |
| ○    | ミカエル・ペイノー           | 3R終了 判定3-0                             | Krush.25 ～TEAM DRAGON 10th Anniversary～ | 2012年12月14日 |
| ○    | 東本央貴                     | 3R 0:27 KO（右飛びヒザ蹴り）               | Krush.24 【Krush YOUTH GP 2012 -63kg級トーナメント決勝戦】                                                                                           | 2012年11月10日 |
| ○    | 山口裕人                     | 3R終了 判定3-0                             | Krush YOUTH GP 2012 開幕戦II 【Krush YOUTH GP 2012 -63kg級トーナメント準決勝】                                                                       | 2012年9月9日   |
| ○    | 園田顕悟                     | 2R 2:37 KO（左ボディストレート）           | Krush YOUTH GP 2012 開幕戦II 【Krush YOUTH GP 2012 -63kg級トーナメント1回戦】                                                                        | 2012年9月9日   |
| ○    | 龍啓                         | 3R終了 判定3-0                             | Krush-EX 2012 vol.4 | 2012年7月14日  |
| ○    | 中村広輝                     | 3R終了 判定3-0                             | 谷山ジム「ビッグバン・統一への道 其の九」 | 2012年6月3日   |
| ×    | 宮越慶二郎                   | 3R終了 判定0-2                             | ニュージャパンキックボクシング連盟 「KICK TO THE FUTURE 2」                                                                                          | 2012年4月29日  |
| ○    | 才賀紀左衛門                 | 3R終了 判定2-0                             | Krush.17 | 2012年3月17日  |
| ×    | 野杁正明                     | 1R 2:53 KO（左飛びヒザ蹴り）               | Krush.14 【Krush YOUTH GP 2011トーナメント決勝戦】                                                                                                   | 2011年12月9日  |
| ○    | 高橋幸光                     | 3R終了 判定3-0                             | Krush.14 【Krush YOUTH GP 2011トーナメント準決勝】                                                                                                   | 2011年12月9日  |
| ○    | 牧平圭太                     | 3R終了 判定3-0                             | Krush YOUTH GP 2011〜－63kg Supernova Tournament〜開幕戦II 【Krush YOUTH GP 2011トーナメント2回戦】                                                  | 2011年10月10日 |
| ○    | 大滝裕太                     | 3R終了 判定3-0                             | Krush YOUTH GP 2011〜－63kg Supernova Tournament〜開幕戦II 【Krush YOUTH GP 2011トーナメント1回戦】                                                  | 2011年10月10日 |
| ○    | マリモー                     | 3R終了 判定3-0                             | Krush.11 | 2011年8月14日  |
| ×    | 久保優太                     | 3R終了 判定0-3                             | K-1 WORLD MAX 2011 -63kg Japan Tournament FINAL 【K-1 WORLD MAX 2011 -63kg Japanトーナメント決勝戦】                                                 | 2011年6月25日  |
| ○    | 大和哲也                     | 3R終了 判定3-0                             | K-1 WORLD MAX 2011 -63kg Japan Tournament FINAL 【K-1 WORLD MAX 2011 -63kg Japanトーナメント準決勝】                                                 | 2011年6月25日  |
| ○    | 裕樹                         | 3R終了 判定2-0                             | K-1 WORLD MAX 2011 -63kg Japan Tournament FINAL 【K-1 WORLD MAX 2011 -63kg Japanトーナメント1回戦】                                                  | 2011年6月25日  |
| ×    | 梶原龍児                     | 3R終了 判定0-2                             | Krush初代王座決定トーナメント 〜Triple Final Round〜 【Krush -63kg初代王座決定トーナメント決勝戦】                                                   | 2011年4月30日  |
| ○    | 白濱卓哉                     | 3R終了 判定3-0                             | Krush初代王座決定トーナメント 〜Triple Final Round〜 【Krush -63kg初代王座決定トーナメント準決勝】                                                   | 2011年4月30日  |
| ○    | イ・ソンヒョン               | 3R+延長R終了 判定3-0                       | Krush初代王座決定トーナメント 〜Round.2〜 【Krush -63kg初代王座決定トーナメント1回戦】                                                               | 2011年1月9日   |
| ○    | 大和哲也                     | 3R終了 判定3-0                             | Krush.10 | 2010年9月20日  |
| ○    | "狂拳"竹内裕二               | 3R終了 判定3-0                             | K-1 WORLD MAX 2010 〜-70kg World Championship Tournament FINAL16 / -63kg Japan Tournament FINAL〜                                                    | 2010年7月5日   |
| ○    | 大石駿介                     | 3R終了 判定3-0                             | K-1 WORLD MAX 2010 〜-63kg Japan Tournament 1st Round〜                                                                                              | 2010年5月2日   |
| ○    | KING皇兵                     | 3R終了 判定3-0                             | Krush-EX 〜New Generation Fight〜 | 2010年2月19日  |
| ○    | 大沢文也                     | 3R 1:24 KO（跳び膝蹴り）                   | Krush-EX 〜新宿 Dog Fight〜 | 2009年12月4日  |
| ○    | 永野裕典                     | 3R+延長R終了 判定2-1                       | Krush.4 | 2009年9月22日  |
| ○    | 金田一孝介                   | 3R終了 判定3-0                             | MA日本キックボクシング連盟「鉄拳 TEKKEN in Kimitsu」                                                                                                 | 2009年9月6日   |
| ○    | 谷山俊樹                     | 3R終了 判定3-0                             | K-1甲子園 〜FINAL 16 | 2009年8月10日  |
| ○    | 瀧谷渉太                     | 3R終了 判定3-0                             | 全日本キックボクシング連盟「Krush.3」 | 2009年5月17日  |
| ○    | 石井振一郎                   | 2R 1:18 TKO（ドクターストップ）            | 全日本キックボクシング連盟「Krush.2」 | 2009年3月14日  |

### アマチュアキックボクシング
| 勝敗 | 対戦相手   | 試合結果                                      | 大会名                                                                        | 開催年月日     |
| ×    | HIROYA     | 3R+延長R終了 判定0-3                          | Dynamite!! 〜勇気のチカラ2008〜 【K-1甲子園 決勝戦】                          | 2008年12月31日 |
| ○    | 日下部竜也 | 3R 2:29 TKO（ドクターストップ：鼻からの出血） | Dynamite!! 〜勇気のチカラ2008〜 【K-1甲子園 準決勝】                          | 2008年12月31日 |
| ○    | 坪井悠介   | 3R 0:54 TKO（タオル投入）                     | K-1 WORLD MAX 2008 World Championship Tournament FINAL 【K-1甲子園 準々決勝】 | 2008年10月1日  |
| ○    | 林恭平     | 3R終了 判定3-0                                | K-1甲子園 KING OF UNDER 18 〜FINAL16〜 【K-1甲子園 1回戦】                    | 2008年8月29日  |
| ○    | 佐々木大蔵 | 2分1R終了 判定2-0                             | K-1甲子園2008 関東地区代表決定戦 【決定戦】                                   | 2008年7月21日  |
| ○    | 村越凌     | 2分1R終了 判定3-0                             | K-1甲子園2008 関東地区代表決定戦 【準決定戦】                                 | 2008年7月21日  |
| ○    | 高井祐輔   | 1分30秒1R終了 判定3-0                         | K-1甲子園2008 関東地区代表決定戦 【3回戦】                                    | 2008年7月21日  |
| ○    | 近藤拓弥   | 1分30秒1R終了 判定3-0                         | K-1甲子園2008 関東地区代表決定戦 【2回戦】                                    | 2008年7月21日  |

## 獲得タイトル
- 2008年K-1甲子園 準優勝
- Krush YOUTH GP 2012 -63kg級 優勝
- ISKA K-1世界ライト級王座（防衛1度）
- 初代K-1 WORLD GPスーパーフェザー級世界王座
- K-1 WORLD GP 2016 スーパー・フェザー級世界最強決定トーナメント 優勝
- 第2代K-1 WORLD GPライト級世界王座